# Valentín López González
Valentín López González (1928-2006) fue un escritor y político mexicano. Fue cronista de la ciudad de Cuernavaca, Morelos durante 30 años, ciudad de la que también fue presidente municipal en los años 60. En vida archivó el que es quizá el mayor acervo histórico sobre el estado de Morelos.

## Biografía

### Carrera
Publicó su primer artículo en 1943 en la primera plana del periódico Excélsior a la edad de 15 años después de entrevistar a Dionicio Pulido, propietario de la parcela donde nació el volcán Paricutín, en el estado de Michoacán. Durante la preparatoria fue ayudante del bibliotecario Estanislao Rojas y fue ahí donde publicó su primer libro titulado Breve Historia de la Educación en Morelos. 
Estudió la carrera de derecho aunque siempre tuvo un profundo interés en documentar la historia, principalmente de su estado. Fue presidente municipal de la ciudad de Cuernavaca de 1964 a 1966. Después de varios años de documentar la historia del estado de Morelos, en 1976 es nombrado Cronista de la Ciudad de Cuernavaca. Fundó la Asociación Nacional de Cronistas de Ciudades Mexicanas, A.C. y fue presidente de la misma en el periodo de 1978 a 1981. De 1995 a 2005 ocupó el cargo de director general del Instituto Estatal de Documentación de Morelos.

## Obras
Estos son algunos de los libros publicados por Valentín López González:
- Los compañeros de Zapata (1980).
- Distrito de Cuernavaca, 1854.
- Cuernavaca, Capital de la República. Fin del Santanismo, 1855.
- Historia de los Escudos del Estado de Morelos (1996).[5]
- La Intervención Norteamericana en Cuernavaca.
- Cuernavaca: Visión retrospectiva de una Ciudad (1994).
- El Ferrocarril de Cuernavaca: 1897-1997.[5]
- Francisco Leyva Arciniegas, Primer Gobernador Constitucional de Morelos, 1869-1876.
- José Diego Fernandez, Defensor de la Soberanía del Estado de Morelos.